# 대반야바라밀다경 권534
대반야바라밀다경 권534(大般若波羅蜜多經 券534)는 서울특별시 서초구 잠원동에 있는 불경이다. 2017년 4월 13일 서울특별시의 유형문화재 제400호로 지정되었다.

## 지정 사유
『대반야바라밀다경 권 534』은 제3분 시등품(施等品) 29의 3에 해당하며 보시바라밀에 대한 강설이다. 모두 24장이며, 1장은 6행씩 4폭으로 접은 절첩 형식의 장정이다. 누런색 종이표지에 먹으로 테두리를 넣고 금니로 개법장진언과 경명, 권수, 천자문 함차를 세로로 필사해 놓았다. 이 『대반야바라밀다경』은 고려 고종 26년(1239)에 대장도감에서 간행한 재조본 고려대장경 판본이다. 인쇄상태로 보아 판각(1239)된 지 얼마 되지 않은 시기에 인쇄된 것으로 추정되며 지질이나 인쇄상태가 양호하여 서울시 유형문화재로 지정하여 보존할 가치가 있다.

## 조사보고서
『대반야바라밀다경(大般若波羅蜜多經)』은 반야부의 여러 경전들을 집대성한 것으로 660~663년에 현장이 한역하였다. 『대반야경(大般若經)』으로 약칭하며, 불교 경전 중에서 가장 방대한 600권 390품으로 구성되어 있다. 모든 존재가 공(空)하며, 육바라밀 중에서 반야바라밀을 강조한 경전으로 대승사상의 핵심을 이룬다.
지정 검토대상의 이 경은 『대반야바라밀다경』600권 중에서 제534권이다.제534권은 제3분 시등품(施等品) 29의 3에 해당된다. 내용은 보살이 수행하는데 모든 것이 허망하다는 것을 깨우쳐 주기 위해 주는 자도 받는 자도 생각하지 않고, 고르게 나누어 주는 보시바라밀에 대한 강설이다.
권미의 “己亥歲高麗國大藏都監奉勅雕造”와 같이 이 『대반야바라밀다경』은 고려 고종 26년(1239)에 대장도감에서 간행한 재조본 고려대장경 판본이다. 이 목판은 현재 해인사에 전하고 있으며, 목판을 통해 이 권은 永眞이 판각한 사실을 확인할 수 있다. 끝에는 “大般若卷第五百三十四 第○張 稱”과 같이 축약경명, 권수, 장수 그리고 천자문의 제 54번째 함차인 “칭”이 차례로 표시되어 있다.
모두 24장이며, 1장은 6행씩 4폭으로 접은 절첩 형식의 장정이다. 누런색 종이표지에 먹으로 쌍행의 테두리를 그려 넣고, 그 안에 금니로 개법장진언과 경명, 권수, 천자문 함차를 “大般若波羅蜜多經卷第五百三十四 稱”과 같이 세로로 필사해 놓았다. 인쇄상태로 보아 판각(1239)된 지 얼마 되지 않은 시기에 인쇄된 것으로 추정된다.
지정 검토대상의 『대반야바라밀다경』권534는판각이후 얼마 지나지 않아 인출된 고려본이다. 아울러 지질이나 인쇄상태가 양호하며, 보존 상태도 뛰어나 문화재로서의 가치가 있다. 그러나 국가문화재로 기 지정된 재조본 대장경에 비해 우월하거나 독자적인특징은 보이지 않는 점에서 서울시 유형문화재로 적합하다고 판단된다.

## 참고 자료
- 대반야바라밀다경 권534 - 국가유산청 국가유산포털